# Attaque du 13 mars 2023 à Amqui
L'attaque du 13 mars 2023 à Amqui est un événement survenu dans la ville d'Amqui, dans la région du Bas-Saint-Laurent, au Québec, lorsqu'un homme a volontairement percuté onze piétons avec sa camionnette, faisant trois morts et huit blessés. L'auteur présumé, Steeve Gagnon, s'est ensuite rendu aux policiers de la Sûreté du Québec et a été arrêté. L'acte a rapidement été qualifié de délibéré et prémédité. 
Le procès s'est ouvert le 15 mai 2025 devant la Cour supérieure du Québec, au palais de justice de Rimouski, où Gagnon fait face à des accusations de meurtre au premier degré et de tentative de meurtre. La preuve est close depuis le 13 juin 2025, et les plaidoiries finales sont attendues.

## Attaque
L'attaque se produit le 13 mars 2023 vers 15 h 0 HNE à Amqui, une ville située à 350 kilomètres au nord-est de la ville de Québec au Canada,,,. Un code orange est déclaré à l'hôpital d'Amqui, indiquant un incident à grand nombre de victimes. Un témoin déclare que les victimes sont réparties sur des centaines de mètres.
Huit personnes sont blessées dans l'incident, dont un bébé et un enfant en bas âge. Le bilan fait état de trois morts. Deux victimes sont à l'hôpital dans un état critique.

## Suspect
L'accusé, Steeve Gagnon, 38 ans, se rend au poste de la Sûreté du Québec (SQ) à Amqui peu après les faits, après avoir quitté les lieux de la collision,. Il est rapidement arrêté pour délit de fuite ayant causé la mort. L'accusation est finalement requalifiée en meurtre puisque les policiers établissent le caractère délibéré de l'acte,. 
Selon la SQ, Gagnon, résident de la région, frappe délibérément plusieurs piétons sur une distance d'environ 500 mètres, en revenant même sur le trottoir pour heurter d'autres victimes,
Le lendemain, il est formellement accusé de deux chefs de conduite dangereuse causant la mort, lors de sa comparution au palais de justice d'Amqui. Il arrive au tribunal menotté, escorté par des policiers, et il est hué par des citoyens présents sur les lieux.
Gagnon n'inscrit aucun plaidoyer. Une comparution est prévue pour le 5 avril 2023. Il reste en garde à vue.

## Réactions
Le premier ministre du Québec François Legault offre son soutien aux résidents d'Amqui après s'être entretenu avec la mairesse de la ville, Sylvie Blanchette. Le Premier ministre Justin Trudeau exprime également son inquiétude à la ville en déclarant : 

« Mon cœur est avec les habitants d'Amqui, au Québec aujourd'hui. Alors que nous en apprenons davantage sur les événements tragiques qui se sont produits, je garde toutes les personnes touchées dans mes pensées. »

Le 16 mars 2023, François Legault invite les chefs de l'opposition, Paul Saint-Pierre Plamondon du Parti québécois, Gabriel Nadeau-Dubois de Québec solidaire et Marc Tanguay du Parti libéral du Québec à Amqui afin de montrer la solidarité du Québec envers la population de la ville matapédienne. Pascal Bérubé, député de la circonscription Matane-Matapédia pour le Parti québécois, Kristina Michaud députée d' Avignon—La Mitis—Matane—Matapédia pour le Bloc québécois ainsi que la députée de Rimouski pour la Coalition avenir Québec, Maïté Blanchette Vézina, ministre responsable du Bas-Saint-Laurent, sont eux aussi présents pour réconforter la population de la ville d'Amqui.

## Procès
Le procès de Gagnon s'ouvre le 15 mai 2025 devant la Cour supérieure du Québec à Rimouski, sous la présidence du juge Louis Dionne. Il s'agit d'un procès criminel avec jury, prévu pour durer huit semaines,.
Initialement visé par 14 chefs d'accusation, Gagnon fait désormais face à cinq chefs : trois pour meurtre au premier degré et deux pour tentative de meurtre en utilisant un véhicule à moteur. Les chefs de conduite dangereuse ayant causé la mort ont été retirés, et les chefs de tentative de meurtre ont été regroupés en deux accusations distinctes,. Il plaide non coupable.
Lors de la première semaine du procès, plusieurs éléments de preuve sont présentés, notamment des séquences vidéo captées par des caméras de surveillance montrant le véhicule de l'accusé avant, pendant et après les événements. Ces enregistrements incluent notamment le passage de la camionnette près de la microbrasserie La Captive, ainsi que sa présence au poste de police peu après l'attaque,.
La Couronne allègue que l'attaque aurait été planifiée, motivée par un ressentiment généralisé envers l'État et plus particulièrement envers le système de santé,. Elle affirme que Gagnon était alors dans une situation financière difficile, ayant récemment perdu ses prestations de chômage maladie, ce qui aurait exacerbé ses tensions avec les institutions publiques et ses médecins. Des vidéos retrouvées dans son téléphone cellulaire, qui doivent être déposées en preuve, contiendraient des propos laissant croire qu'il envisageait une attaque à l'aide de son véhicule. Le ministère public soutient également que Gagnon aurait fait des recherches sur les dates de relâche scolaire avant de se rendre sur les lieux de l'attaque avec sa camionnette.
Des témoignages sont également entendus. L'une des survivantes relate les graves blessures subies et la perte de son mari, l'une des trois victimes décédées. Elle témoigne ne garder aucun souvenir de l'attaque, après avoir été plongée dans le coma pendant cinq semaines,. La couronne prévoit faire entendre une cinquantaine de témoins durant le procès.
Plusieurs autres témoins, dont des passants et des policiers, décrivent le déroulement des événements et le comportement de l'accusé. Deux agentes de la Sûreté du Québec témoignent que Gagnon s'est rendu au poste de police d'Amqui peu après les faits le jour de l'attaque. Elles décrivent un homme calme, sans émotion, collaborant avec les autorités et ne présentant pas de signe d'intoxication,. Le véhicule accidenté de l'accusé avait été retrouvé dans le stationnement du poste de police, où une boîte de munitions a également été découverte, sans présence d'arme à feu.
Un mécanicien expert, chargé d'examiner le véhicule de Gagnon, affirme qu'aucune défaillance mécanique n'est constatée, confirmant que « tout était parfait », du système de direction à la suspension. Lors de son examen, la camionnette présentait plusieurs dommages sur le côté droit à la suite des impacts. Un expert en reconstitution de collisions a conclu que le conducteur avait conservé le plein contrôle de son véhicule tout au long de l'événement. Il démontre, à l'aide de vidéos et d'analyses de traces au sol, que la camionnette avait pénétré à plusieurs reprises sur le trottoir en accélérant, happant plusieurs piétons à une vitesse estimée à 51 km/h.
Sur le plan médico-légal, la pathologiste judiciaire a confirmé que les trois victimes avaient succombé à des polytraumatismes contondants compatibles avec des impacts causés par un véhicule motorisé.
Des témoins ont mis en évidence la détérioration de l'état psychologique de l'accusé. Des proches rapportent un isolement croissant, des propos empreints de colère envers les médecins et l'État, ainsi que des difficultés financières sévères. Un voisin évoque des vidéos à teneur complotiste publiées par Gagnon sur les réseaux sociaux. L'appartement de l'accusé, visité par les enquêteurs, était dans un état de grand désordre et contenait plusieurs médicaments, des notes manuscrites, une lettre de refus de prestations d'assurance-emploi et un coffre d'armes non verrouillé,.
Au dixième jour du procès, Gagnon interrompt bruyamment le témoignage d'un médecin venu relater une consultation datant de janvier 2023, l'insultant ainsi que le juge. L'accusé est alors escorté hors de la salle et le juge demande aux jurés de ne pas tenir compte de ces événements dans leur évaluation de la preuve,,. Un incident similaire est survenu lors du témoignage de l'accusé lui-même. Son récit confus, entremêlé de références à des cartels, au crime organisé, de critiques envers les autorités et de souvenirs fragmentés, a nécessité plusieurs interruptions. Il a notamment déclaré avoir été distrait par la chute d'un objet dans sa camionnette et dit avoir eu l'impression de « tout voir en noir et blanc » au moment de l'impact.
Gagnon a multiplié les invectives envers le juge, son avocat et les procureurs lors du contre-interrogatoire, allant jusqu'à demander au jury de lui « câlisser 25 ans » de prison, déclarant vouloir que le procès se termine.
La défense fait entendre un psychiatre légiste qui a évalué l'accusé en septembre 2024. Il conclut alors que Gagnon souffrait d'un trouble délirant de nature persécutoire, mais cette condition ne l'empêchait pas de faire la distinction entre le bien et le mal. Il a évoqué une possible dissociation au moment du drame, expliquant les versions divergentes fournies par l'accusé, sans toutefois conclure à une irresponsabilité criminelle.
La preuve ayant été close le 13 juin 2025, les plaidoiries finales sont prévues pour la semaine suivante. À l'issue des directives du juge, le jury sera séquestré pour délibérer sur le verdict.

### Plaidoiries
Lors des plaidoiries finales, le 18 juin 2025, la défense soutient que le drame du 13 mars 2023 constitue un accident et non une attaque préméditée. L'avocat de Gagnon affirme devant le jury que son client aurait effectué un faux mouvement en se penchant vers le côté passager pour récupérer une capsule de cigarette électronique,.
La Couronne plaide de son côté que l'attaque a été préméditée et délibérée. Elle soutient que Gagnon a planifié sa vengeance contre la société en réponse à ses frustrations personnelles, notamment envers le système de santé et Service Canada, qui lui avait coupé ses prestations. Elle insiste sur la cohérence entre les vidéos tournées par l'accusé deux jours avant l'attaque et le déroulement réel des événements, soulignant que l'accusé y décrit un scénario presque identique, incluant le trajet, la durée, le nombre de victimes et la conclusion au poste de police,.

## Condamnation
Le 21 juin 2025, Gagnon est reconnu coupable de tous les chefs d'accusation portés contre lui. Le verdict unanime du jury, est rendu après deux jours de délibérations,. Il est condamné à la prison à vie, sans possibilité de libération conditionnelle avant 25 ans.

## Commémorations
2024
Pour la 1re année de commémorations, la ville d'Amqui à organisé un évènement. D'abord, de 7h à 17h, les cloches ont sonné une fois à par heure, à la cinquième minute de l'heure pour rendre hommage aux 11 victimes attaquée à 15h05 l'année précédente. En soirée, 400 personnes se sont réunis au parc Pierre-et-Maurice-Gagné, où des bougies commémoratives leur ont été données et allumées. Finalement, une marche vers l'église Saint-Benoît-Joseph-Labre d'Amqui, en empruntant le Boulevard Saint-Benoît Ouest, où le drame s'est produit. Une messe commémorative a également eu lieu en soirée.
2025

En 2025, la petite communauté s'est rassemblée à la gare d'Amqui, à 15h05, où les cloches de l'église ont été sonnés au loin. Un monument commémoratif a été installé, où l'ont peut apercevoir huit silhouettes, représentant 8 des 11 victimes. La ville d'Amqui n'a pas voulu représenter les 11 victimes : « On voulait que la communauté se retrouve dans l'ensemble des autres silhouettes » a déclaré la mairesse, Sylvie Blanchette. Plus tard dans le printemps, lorsque la neige sera fondu, davantage de monuments et de plaques commémoratives seront installés sur le long du Boulevard Saint-Benoît Ouest et de la 132.

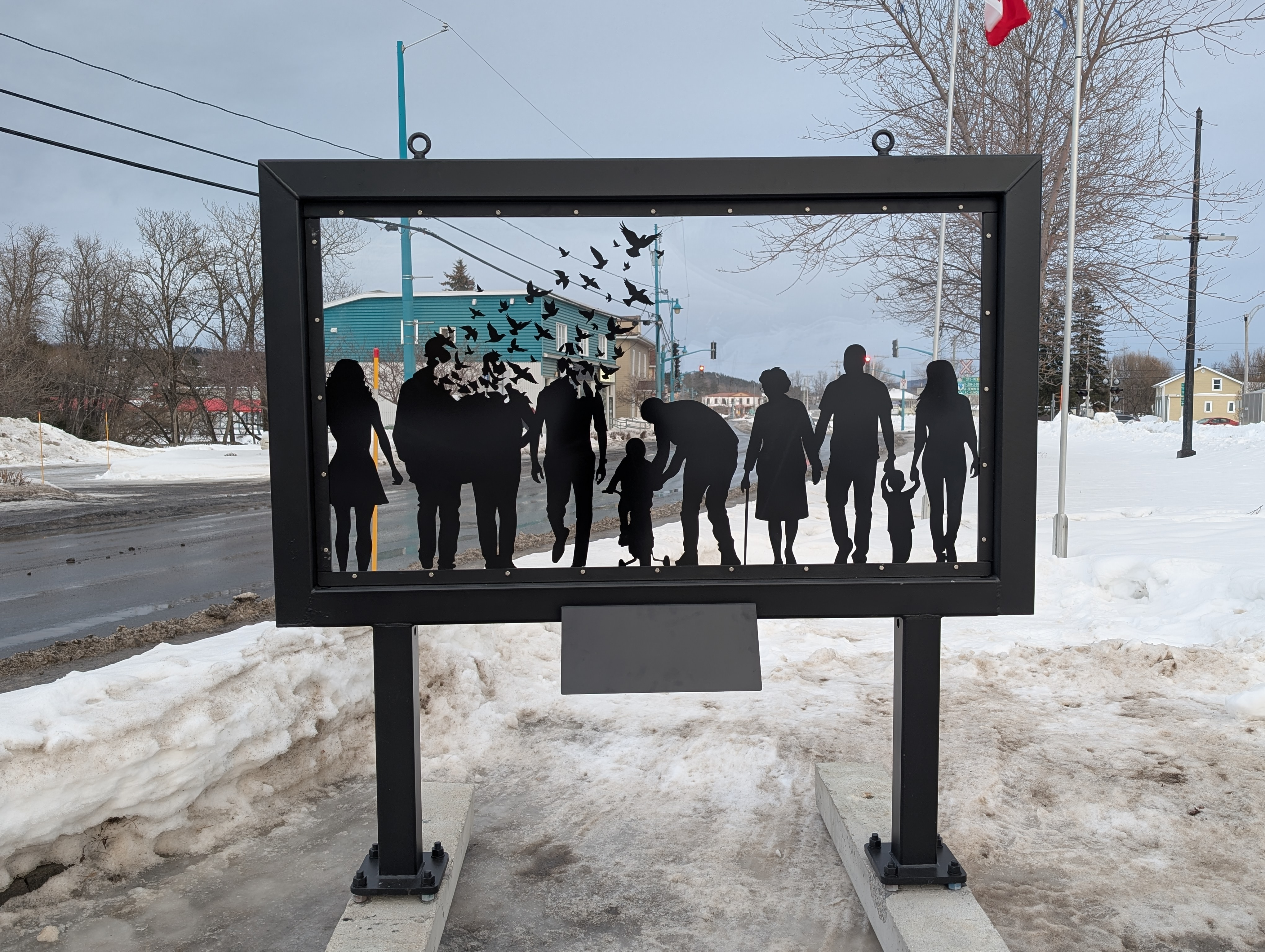
Cadre commémoratif de la tragédie d'Amqui du 13 mars 2023, mis en place pour les commémorations de 2025.